# Herbita tanagra
Herbita tanagra là một loài bướm đêm trong họ Geometridae.